# Premios Gardel 2007
Die 9. Ausgabe der Premios Gardel a la música argentina fand am 17. April 2008 im Luna Park in Buenos Aires statt. Die Moderation übernahm Roberto Pettinato. Die Verleihung wurde von Canal 13 übertragen.
Die meisten Preise erhielt Gustavo Cerati. Am Häufigsten  nominiert wurde Andrés Calamaro, der es auf zehn Nominierungen brachte.
Am Donnerstag, den 15. März 2007, wurden die Nominierungen bekannt gegeben. 
Drei Kategorien wurden zu denen der Ausgabe 2007 hinzugefügt: Mejor Álbum Instrumental (Bestes Instrumentalalbum), bei dem der Künstler ausgezeichnet wird, Mejor Álbum Banda de Sonido de Cine/Televisión (Bestes Film-/Fernseh-Soundtrack-Album), bei dem der Autor/Komponist des Hauptthemas und der musikalische Interpret ausgezeichnet werden; und Mejor Álbum/Colección de Catálogo (Bestes Album/Katalogsammlung), bei der die Person ausgezeichnet wird, die für das Gesamtkonzept der Veröffentlichung oder Wiederveröffentlichung verantwortlich ist.

## Hauptkategorien

### Album des Jahres
| Sieger                     | Nominierungen |
| -------------------------- | --- |
| Ahí vamos – Gustavo Cerati | - El palacio de las flores – Andrés Calamaro - Andando – Diego Torres - 15 años de mí – León Gieco - Los pájaros – Vicentico |

### Lied des Jahres
| Sieger                    | Nominierungen |
| ------------------------- | --- |
| «Crimen» – Gustavo Cerati | - «Corazón en venta» – Andrés Calamaro - «Andando» – Diego Torres - «El bombón» – Los Palmeras - «Hazme» – David Bolzoni |

### Produktion des Jahres
| Sieger                                       | Nominierungen |
| -------------------------------------------- | --- |
| Ahí vamos – Gustavo Cerati & Tweety González | - Encaje – Marcelo Macri & Adriana Varela - El palacio de las flores – Andrés Calamaro & Litto Nebbia - David Bolzoni – David Bolzoni & Eduardo Frigerio - Los pájaros – Vicentico - 15 años de mí – Nacho Soler & León Gieco - Andando – Diego Torres |

### Gesangsdarbietung des Jahres (Interpretación del Año)
| Sieger                    | Nominierungen |
| ------------------------- | --- |
| «Crimen» – Gustavo Cerati | - «Amor de verano» – Airbag - «Corazón en venta» – Andrés Calamaro - «Hazme» – David Bolzoni - «Se despierta la ciudad» – Vicentico - «Los salieris de Charly» – León Gieco - «Andando» – Diego Torres |

## Genre-Kategorien

### Pop
Bestes Album einer Künstlerin Pop
| Gewinner                               | Nominierungen |
| -------------------------------------- | --- |
| En vivo en el Gran Rex – Patricia Sosa | - Fetiche – Hana - No tan distinta – Gabriela Torres - Nada es igual – Chenoa - Como si nadie estuviera escuchado – Celsa Mel Gowland |

Bestes Album eines Künstlers Pop
| Gewinner               | Nominierungen |
| ---------------------- | --- |
| Andando – Diego Torres | - Vacío – Daniel Drexler - David Bolzoni – David Bolzoni - Tu entregador – Lucas Martí - El evangelio según mi jardinero – Martín Buscaglia |

Beste Popband
| Gewinner                | Nominierungen |
| ----------------------- | --- |
| TipitoRex – Los Tipitos | - Blanco y negro – Airbag - Morrón y cuenta nueva – Los Cocineros - Chanchos amigos – Los Caligaris - Rockbit – Azafata |

Bester Newcomer Pop
| Gewinner                      | Nominierungen |
| ----------------------------- | --- |
| David Bolzoni – David Bolzoni | - Como si nadie estuviera escuchando – Celsa Mel Gowland - Fetiche – Hana - Chanchos amigos – Los Caligaris - La cura – Tabaquito Marroquí |

### Rock
Bestes Album eines Künstlers Rock
| Gewinner                   | Nominierungen |
| -------------------------- | --- |
| Ahí vamos – Gustavo Cerati | - El palacio de las flores – Andrés Calamaro - Los pájaros – Vicentico - Pan – Luis Alberto Spinetta - Richie Silver – Ruben Rada |

Bestes Album einer Musikgruppe Rock
| Gewinner                                            | Nominierungen |
| --------------------------------------------------- | --- |
| Club Atlético Decadente – Los Auténticos Decadentes | - Espíritu – Mancha de Rolando - Amor y paz – La Mississippi - Kapangastock – Kapanga - Sistema nervioso central – Estelares |

Bester Newcomer Rock
| Gewinner                   | Nominierungen |
| -------------------------- | --- |
| Richie Silver – Ruben Rada | - Concarán – Black Amaya Quinteto - Recorriendo el rock nacional – Elena Roger - Smitten – Smitten - Súper – Viticus |

### Dance/Electrónica
Bestes Elektronisches Album
| Gewinner                          | Nominierungen |
| --------------------------------- | --- |
| Bossa n' Stones – Various Artists | - Civilizacao & barbarie – Ramiro Musotto - Pa' que bailen – DJ Tango - South American Techno 2 – Various Artists - Bossa n' Stones 2 – Various Artists |

### Folklore
Bestes Album einer Künstlerin der Folklore
| Gewinner              | Nominierungen |
| --------------------- | --- |
| Vital – Tamara Castro | - Nos juntemos – Analía Sirio - Negra Chagra – Pequeños testigos - Caminos cruzados – Mariel Trimaglio - Noticias de mi corazón – Mónica Abraham - Agüita el alma – Sara Mamani |

Bestes Album eines Künstlers der Folklore
| Gewinner                              | Nominierungen |
| ------------------------------------- | --- |
| El gusto es mío – Chaqueño Palavecino | - Razones – Argentino Luna - Estaba cantado – Facundo Saravia - Ramo de luna – Tomás Lipán - Folcloreishnos vol. 2 – Eduardo Lagos |

Bestes Album einer Musikgruppe Folklore
| Gewinner               | Nominierungen |
| ---------------------- | --- |
| Crónica – Los Nocheros | - Querido chamamé – Arias & Antonio - 10 y 16 – Malosetti & Goldman - Añoranzas – Chacarerata Santiagueña - Flor de papel – Los 4 de Córdoba |

Beste Folk-/Alternativ-Gruppe/Künstler
| Gewinner                        | Nominierungen |
| ------------------------------- | --- |
| Paisano vivo – Raly Barrionuevo | - Emociones – Amboe - Juan Falú en vivo Vendome, Francia – Juan Falú - Paisaje interior – Los Alonsitos - Confidencial – Raúl Barboza |

Bester Newcomer – Folk
| Gewinner                          | Nominierungen |
| --------------------------------- | --- |
| Para crecer cantando – El Chinito | - Soy sola – Ana Prada - Para mi tierra querida – Antonio Ríos - Lila – Luna Monti & Juan Quintero - Ojos negros – Silvia Iriondo |

### Tango
Bestes Album einer Künstlerin des Tango
| Gewinner                | Nominierungen |
| ----------------------- | --- |
| Encaje – Adriana Varela | - Presencia (tributo a Oscar Cardozo Ocampo) – Adriana Nano - Vida mía – Julia Zenko - Troileana – Liliana Barrios - Gorda – Verónika Silva |

Bestes Album eines Künstlers des Tango
| Gewinner                     | Nominierungen |
| ---------------------------- | --- |
| Villavicio – Javier Calamaro | - Doble A – Ariel Ardit - El cantor de Buenos Aires – José Ángel Trelles - Canto a Buenos Aires – Mario Clavell - Baile de domingo – Raúl Lavié |

Bestes Album einer Tango-Musikgruppe oder eines Orchesters
| Gewinner                              | Nominierungen |
| ------------------------------------- | --- |
| En vivo – Selección Nacional de Tango | - Frisón frisón – Cuarteto Cedrón - Berretín – Juanjo Domínguez & Majo Lanzón - Tango ritual – Leo Sujatovich Trio - Mucha m... – Orquesta Típica Fernández-Fierro |

Bestes Album eines Electrotango-Künstlers
| Gewinner                     | Nominierungen                                                                                         |
| ---------------------------- | --- |
| Tinta roja – Andrés Calamaro | - Argot – 34 Puñaladas - Lunático – Gotan Project - Lejos – La Chicana - Yo soy María – María Volonté |

Bester Newcomer – Tango
| Gewinner                     | Nominierungen |
| ---------------------------- | --- |
| Villavicio – Javier Calamaro | - Visión panamericana – Alejandro Santos - Tinta roja – Andrés Calamaro - Mucha m... – Orquesta Típica Fernández Fierro - Tango tanto vol. 1 – Walter "Chino" Laborde |

### Tropical/Cuarteto
Bestes Album einer Künstlerin der Música Tropical
| Gewinner                | Nominierungen                                                                                             |
| ----------------------- | --- |
| Cosas del amor – Karina | - Todo de mi – Cinthia - Heridas – Dalila - La calandria – Gladys Rodríguez - Pura sabrosura – Lía Crucet |

Bestes Album eines Künstlers der Música Tropical
| Gewinner                         | Nominierungen |
| -------------------------------- | --- |
| Verdadero amor – Daniel Agostini | - El regreso – Adrián y los Dados Negros - Vuelve te lo pido – El Polaco - Esto es romántico – Leo Mattioli - Lo mejor del león – Leo Mattioli |
|                                  | |

Bestes Música Tropical-Album einer Band
| Gewinner                         | Nominierungen |
| -------------------------------- | --- |
| El bombón asesino – Los Palmeras | - El lobizón – Cuarteto Imperial - Sin remedio – Damas Gratis - 11 años en vivo – La Barra - 10 años de pasión y sentimiento – La Nueva Luna |

Bestes Album des Cuarteto
| Gewinner           | Nominierungen                                                                                                  |
| ------------------ | --- |
| 7 años – Banda XXI | - Delivery – La Barra - Argentino y cordobés, Trula lo + – Tru-la-lá - Despacio con ritmo bueno – Ulises Bueno |

Bester Newcomer – Música Tropical/Cuarteto
| Gewinner                        | Nominierungen |
| ------------------------------- | --- |
| Pásame la bola – Pepe el Cubano | - Ron y vela – Jimmy y su Combo Negro - Un sentimiento – La Konga - Acá llegamos los pibes – Los Pibes de la Esquina - Tony Caribe y sus caribeñas vol. 1 – Tony Caribe y sus Caribeñas |

### Canción Testimonial
Bestes Album des Canción Testimonial
| Gewinner                       | Nominierungen |
| ------------------------------ | --- |
| Hoy como ayer – Susana Rinaldi | - Extraño conocido – Adrián Abonizio - Hoy no es dos de abril – Ignacio Copani - Matar o no matar – Liliana Felipe - Entremundos – Roxana Amed |

### Música Clásica
Bestes klassisches Album
| Gewinner                                  | Nominierungen |
| ----------------------------------------- | --- |
| Il progetto Vivaldi – Sol Gabetta (Cello) | - La guitarra en España y el nuevo mundo – Miguel de Olaso - De Europa al Río de la Plata. Obras para flauta, viola y arpa – Trío Luminar |

### Conceptual
Bestes Konzeptalbum
| Gewinner                                                | Nominierungen |
| ------------------------------------------------------- | --- |
| Tchaicovsky-Saint Saenz-Ginastera – Sol Gabetta (cello) | - Tangos by Piazzolla – Eduardo Vasallo & Cristina Filoso - Three B's-Bach-Bethoven-Brahms – Horacio Lavandera - Piano & electrónica – Nora García - Beethoven: Piano Concertos Nos 5&2 – Daniel Barenboim - Maurice Ravel / Federic Chopin – Martha Argerich |

### Jazz
Bestes Jazz-Album
| Gewinner                | Nominierungen                                                                                           |
| ----------------------- | --- |
| Niño – Javier Malosetti | - Baby – Ligia Piro - Tres – Mariano Otero - Baladas – Roberto Fats Fernández - Palm – Walter Malosetti |

### Kindermusik
Bestes Kindermusikalbum
| Gewinner                            | Nominierungen |
| ----------------------------------- | --- |
| Fragancias de infancia – Piñón Fijo | - 24 horas – Chiquititas - Hola Julieta – Julieta Magaña - Qué público de porquería – Luis Pescetti - Los Cazurros diversión – Los Cazurros |

### Romántico/Melódico
Bestes Romántico/Melódico-Album
| Gewinner                               | Nominierungen |
| -------------------------------------- | --- |
| Secretamente palabras de amor – Sandro | - Rutilanes – Los Amados - Un poco más – Danny Martin y Jorge Navarro - Dispuesto a amarte – Luciano Pereyra - En agua negra – Virginia Innocenti |

### Banda de Sonido Cine/Televisión
Bester Soundtrack
| Gewinner                      | Nominierungen |
| ----------------------------- | --- |
| Cara de queso – Cara de Queso | - Martín Fierro el ave solitaria – Diego Clemente - Pura sangre – Sebastián Escofet - Alma pirata – Various Artists |

### Colección de Catálogo
Beste Kompilation
| Gewinner                   | Nominierungen |
| -------------------------- | --- |
| 15 años de mí – León Gieco | - Guitarra dímelo tú – Atahualpa Yupanqui - Obras cumbres – Divididos - Vive en sus amigos – Pappo - La Biblia edición especial 2 – Vox Dei |

### Instrumentalmusik
Bestes Instrumentalalbum
| Gewinner                    | Nominierungen |
| --------------------------- | --- |
| Muchas cosas – Luis Salinas | - Metiendo púa – 3 de Copas - Groovin high – Dancing Mood - Kabusacki the flower – Fernando Kabusacki - Adiós hermano cruel – Lito Vitale |

### Musikvideo
Bestes Musikvideo
| Gewinner                  | Nominierungen |
| ------------------------- | --- |
| «Crimen» – Gustavo Cerati | - «El árbol de la plaza» – Vicentico - «Todos los caballos blancos» – León Gieco - «Andando» – Diego Torres - «Corazón en venta» – Andrés Calamaro |

### DVD
Beste DVD
| Gewinner                                 | Nominierungen |
| ---------------------------------------- | --- |
| Made in Argentina 2005 – Andrés Calamaro | - Inconsciente colectivo – Fabiana Cantilo - 15 años de mí – León Gieco - La argentinidad al palo – Bersuit Vergarabat - Miau! – Árbol |

### Toningenieur
Beste Aufnahme
| Gewinner                                  | Nominierungen |
| ----------------------------------------- | --- |
| Pan – Luis Alberto Spinetta Mariano López | - Entre mundos – Roxana Amex - Tipitorex – Los Tipitos - Ahí vamos – Gustavo Cerati - El mundo cabe en una canción – Fito Páez |

### Cover
Bestes Cover-Design
| Gewinner                   | Nominierungen |
| -------------------------- | --- |
| Ahí vamos – Gustavo Cerati | - El palacio de las flores – Andrés Calamaro - Demasiada intimidad – Cadena Perpetua - El mundo cabe en una canción – Fito Páez - Son – Juana Molina |

## Spezialpreise

### Premio Gardel a la Trayectoria
- Mariano Mores

### Personalidad del Año
- Andrés Calamaro